# Svetlana Ivanova
Svetlana Andreyevna Ivanova (Moscou, 26 de setembro de 1985) é uma atriz russa. Sua estréia no cinema foi em 9º Pelotão de 2005. Posteriormente, ela estrelou filmes como Franz + Polina (2006), A Guerra de Agosto (2012) e entre outros. 